# Ayuntamiento de Ipswich
El Ayuntamiento de Ipswich es un edificio municipal en Ipswich, en el condado de Suffolk, Inglaterra. Es un edificio catalogado de grado II.

## Historia

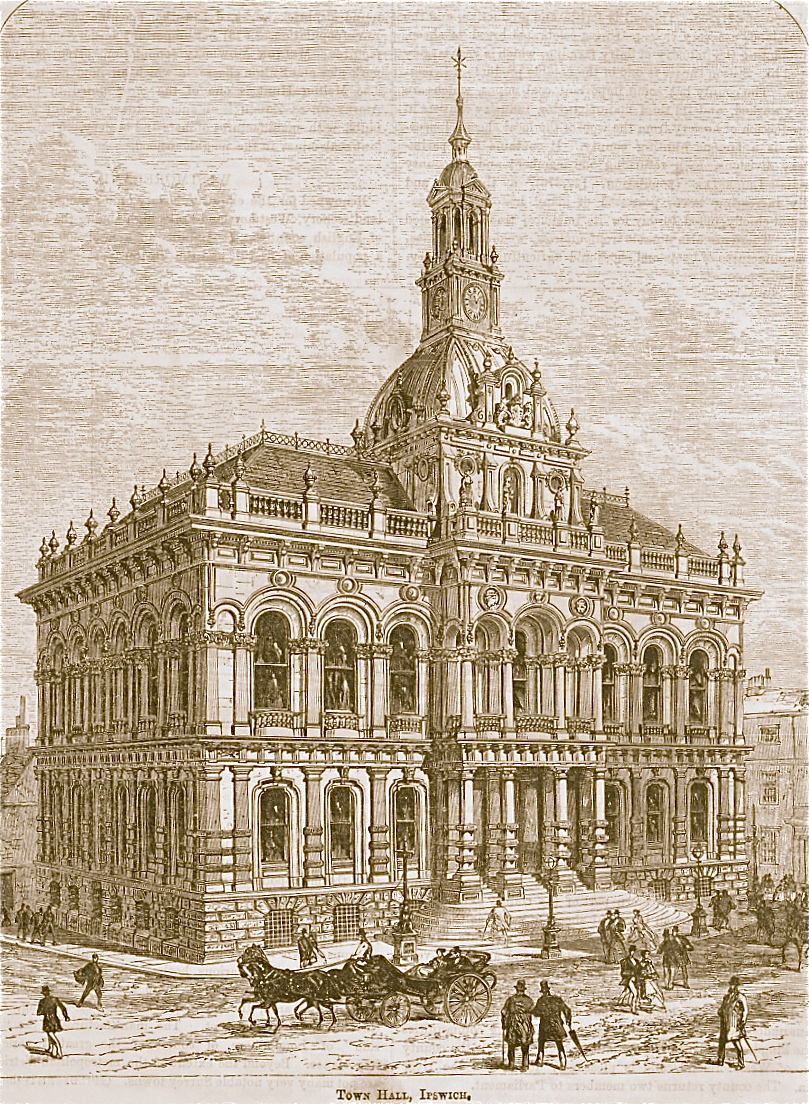
Ayuntamiento de Ipswich c. 1867-68

El primer ayuntamiento tuvo su origen en una capilla dedicada a Santa Mildrith que había sido convertida en edificio cívico mediante la inserción de un piso superior en el siglo XVIII. Este edificio, junto con un edificio adyacente que se encuentra al este, fue remodelado con una nueva fachada de estilo paladiano por Benjamin Catt en 1818. Las alteraciones internas para consolidar estos dos edificios correctamente en un espacio cívico no se completaron hasta 1842.
La primera piedra del edificio actual fue colocada por el alcalde, Ebeneezer Goddard, el 18 de abril de 1866. El nuevo edificio fue diseñado por la firma Lincoln de arquitectos Bellamy y Hardy en estilo victoriano. Fue construido en el sitio del antiguo ayuntamiento a un costo de £ 16,000 y fue inaugurado por John Patteson Cobbold, el entonces alcalde, en 1868. El edificio adyacente Corn Exchange, que data de 1882, se convirtió en parte del complejo en 1972 cuando se convirtió en un teatro a un costo de £ 800,000. La bolsa de maíz acogió el programa de debate político Question Time en mayo de 2016.
En 2016 se instaló una placa azul de la Sociedad de Ipswich en el Ayuntamiento en conmemoración de Mary Whitmore, la primera mujer en ser alcaldesa de Ipswich, en 1946.

## Diseño
Está construido en un gran estilo victoriano con las figuras del rey Ricardo I, el cardenal Thomas Wolsey y el rey Juan decorando la pared frontal. El rey Ricardo I le prometió a la ciudad su primera carta, pero murió antes de que se le concediera, el rey Juan otorgó la carta de la ciudad y el cardenal Wolsey nació y se educó en Ipswich. Sentado sobre las figuras decorativas hay cuatro estatuas que representan el Comercio, la Agricultura, la Ley y el Orden y la Justicia. Colocado en la torre más pequeña se encuentra una linterna abierta de piedra. La torre alberga un reloj sonoro de cuatro esferas iluminado diseñado por los Sres. Dent de 61 Strand, quienes fueron los creadores del Big Ben. John Warner & Sons of the Crescent Foundry London, fundió la campana que se encuentra en la torre que se hizo en 1867.
Cuando abrió, incluía una Sala del Consejo, un Tribunal de Sesiones Trimestrales, una biblioteca, salas de comités y de retiro, Salas de Gran y Pequeño Jurado y una sala para los asuntos de los Magistrados. El sótano incluía una estación de policía con siete celdas y un área de desfiles, una cocina, oficinas y espacio para guardar el camión de bomberos y la manguera de la Corporación. Posteriormente se modificó para incluir dos galerías de arte.
Las obras de arte contenidas en el edificio incluyen un busto del duque de Wellington de Peter Turnerelli y un busto, en estilo similar, del cardenal Thomas Wolsey por un artista desconocido.